# 5387 Casleo
5387 Casleo este un asteroid din centura principală, descoperit pe 11 iulie 1980, de University of Chile.